# Potlatch (Idaho)
Potlatch es una ciudad situada en el condado de Latah, Idaho, Estados Unidos. Tiene una población estimada, a mediados de 2024, de 810 habitantes.

## Geografía
La localidad está ubicada en las coordenadas 46°55′23″N 116°53′54″O / 46.92306, -116.89833 (46.923012, -116.898327). Según la Oficina del Censo, tiene una superficie total de 1.20 km² de tierra y 0.003 km² de agua.

## Demografía
Según el censo de 2020, en ese momento había 763 personas residiendo en la localidad. La densidad de población era de 635.83 hab./km². El 92.66% de los habitantes eran blancos, el 0.13% era afroamericano, el 0.79% eran amerindios, el 0.13% era isleño del Pacífico, el 0.13% era de otra raza y el 6.16% eran de una mezcla de razas. Del total de la población, el 1.83% eran hispanos o latinos de cualquier raza.